# Dick van Luttikhuizen
Dick van Luttikhuizen (Nieuwer Ter Aa, 1963) is een Nederlands predikant, organist, pianist en dirigent.
Al op jonge leeftijd begeleidde Dick van Luttikhuizen als organist de kerkdiensten van de gereformeerde gemeente in zijn geboorteplaats. Hij studeerde aan het Utrechts Conservatorium en voltooide zijn studie in 1986. Hij werd muziekdocent aan het Wartburg College in Rotterdam en Dordrecht. In 1988 werd hij muziekredacteur van de Houtense uitgeverij Den Hertog. In 2007 werd hij daar directeur. Van Luttikhuizen was dirigent van het Werkendams mannenkoor Door Eendracht Verbonden. Van 1990 tot 2007 dirigeerde hij het Dordts mannenkoor Tehillim. Ook dirigeerde hij een groot samengesteld mannenkoor in diverse West- en Midden-Europese kathedralen. Van zijn muzikale werkzaamheden zijn enkele cd-opnamen gemaakt, onder andere van orgelimprovisaties van de Psalmen in de Grote of Sint-Stephanuskerk te Hasselt, de Grote Kerk of Onze-Lieve-Vrouwekerk te Dordrecht en de Martinikerk te Bolsward. 
Van Luttikhuizen nam in 2008 deel aan een bijeenkomst in de Grote of Sint-Maartenskerk te Zaltbommel, gewijd aan het teruglopend aantal kerkorganisten in Nederland.
Sinds 1 september 2010 is Dick van Luttikhuizen evangelist van het Evangelisch Centrum "Rehobôth" in Gent (België). Op 18 november 2017 is hij bevestigd als predikant van de CGK Dordrecht-C voor de wijkgemeente Gent.
Begin juni 2022 heeft ds. Van Luttikhuizen om gezondheidsredenen afscheid genomen van Evangelisch Centrum "Rehobôth".